# Canarana
Canarana est une municipalité brésilienne située dans l'État du Mato Grosso, fondée en 1975. Elle se situe près du Parc Indigène du Xingu.